# Atos de Pedro e Paulo

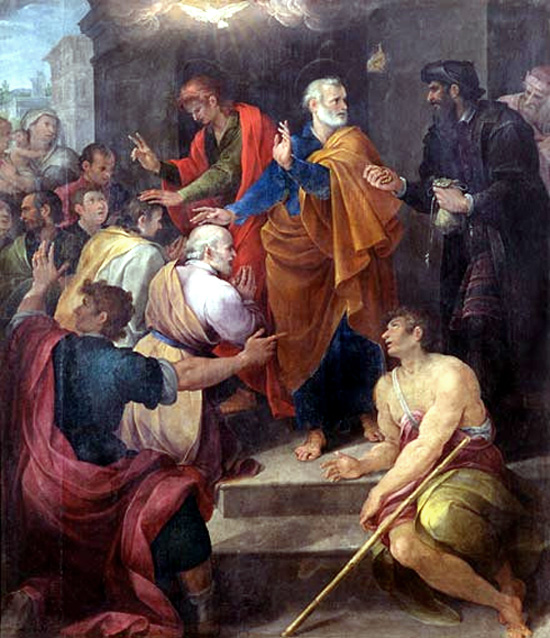
Conflito de Pedro com Simão Mago, por Avanzino Nucci, 1620.

Atos de Pedro e Paulo é um texto apócrifo do Novo Testamento, que acredita-se ser posterior ao século IV d.C. Uma versão alternativa dele também existe, conhecida como Paixão de Pedro e Paulo, com diferenças na introdução.

## Sinopse
A obra está estruturado como um conto sobre uma viagem de Paulo da ilha de Gaudomeleta até Roma. Chegando na cidade, Simão Mago provoca a ira do imperador Nero contra os dois apóstolos. Segue-se então uma longa disputa entre os três defronte ao imperador. Simão promete ao imperador que irá ascender aos céus diante de seus olhos. Assim que inicia seu vôo, o imperador se convence da sinceridade de Simão Mago, porém Pedro reza e Simão cai, morrendo na queda. Nero manda prender Pedro e Paulo e condena-os à morte, sendo Paulo decapitado na Via Ostiense (uma antiga tradição cristã), curando a vista de uma mulher chamada Perpétua antes de morrer. Já Pedro, prestes a ser crucificado, diz "eu não sou digno de ser crucificado como o meu Senhor", e é crucificado de cabeça para baixo.
O texto contém ainda uma carta alegadamente escrita por Pôncio Pilatos.

## Origem
A obra parece ter sido baseada nos Atos de Pedro, com o acréscimo de Paulo onde antes só havia ele. Como a obra foi escrita muitos séculos após estes fatos e por conta de seu estilo fabuloso, o texto não deve ser considerado um verdadeiro relato histórico e sim como uma compilação tradições orais já arraigadas.